# Aegophagamyia chaineyi
Aegophagamyia chaineyi är en tvåvingeart som beskrevs av Burger 1992. Aegophagamyia chaineyi ingår i släktet Aegophagamyia och familjen bromsar.
Artens utbredningsområde är Madagaskar. Inga underarter finns listade i Catalogue of Life.